# Noeconia kabakovi
Noeconia kabakovi är en skalbaggsart som beskrevs av Sergey Murzin 1988. Noeconia kabakovi ingår i släktet Noeconia och familjen långhorningar. Inga underarter finns listade i Catalogue of Life.